# IC 955
IC 955 — галактика типу NF (в процесі підтвердження) у сузір'ї Центавр.
Цей об'єкт міститься в оригінальній редакції індексного каталогу.